# Furious 7 (banda sonora)
Furious 7 (Original Motion Picture Soundtrack) es el título de la banda sonora de la película de 2015 Rápidos Y Furiosos 7, fue compuesta por Brian Tyler.

## Lista de canciones
| N.º | Título                      | Artista(s)                                     | Duración |  |
| 1.  | «Ride Out»                  | Kid Ink, Tyga, Wale, YG, y Rich Homie Quan     | 3:31     |  |
| 2.  | «Off-Set»                   | T.I. y Young Thug                              | 3:13     |  |
| 3.  | «How Bad Do You Want It»    | Sevyn Streeter                                 | 3:44     |  |
| 4.  | «Get Low»                   | Dillon Francis y DJ Snake                      | 3:33     |  |
| 5.  | «Go Hard or Go Home»        | Wiz Khalifa e Iggy Azalea                      | 3:52     |  |
| 6.  | «My Angel»                  | Prince Royce                                   | 3:10     |  |
| 7.  | «See You Again»             | Wiz Khalifa con Charlie Puth                   | 3:49     |  |
| 8.  | «Payback»                   | Juicy J, Kevin Gates, Future y Sage The Gemini | 3:57     |  |
| 9.  | «Blast off»                 | David Guetta y Kaz James                       | 3:08     |  |
| 10. | «Six Days (Remix)»          | DJ Shadow con Mos Def                          | 3:52     |  |
| 11. | «Ay Vamos»                  | J Balvin con French Montana y Nicky Jam        | 4:55     |  |
| 12. | «G.D.F.R. (Noodles Remix)»  | Flo Rida con Sage The Gemini y Lookas          | 4:23     |  |
| 13. | «Turn Down for What»        | DJ Snake y Lil Jon                             | 3:34     |  |
| 14. | «Meneo»                     | Fito Blanko                                    | 3:44     |  |
| 15. | «I Will Return»             | Skylar Grey                                    | 3:56     |  |
| 16. | «Delirious (Boneless)»      | Steve Aoki, Chris Lake, Tujamo con Kid Ink     | 3:43     |  |
| 17. | «Whip» (Bonus Track)        | Famous to Most                                 | 3:41     |  |
| 18. | «Hamdulillah» (no incluida) | The Narcicyst con Shadia Mansour               | 3:25     |  |

## Crítica
La revista Rolling Stone calificó al disco con tres estrellas y media de cinco, Nick Murray afirma: "La música pop y los coches tienen una larga historia, pero la banda sonora de Furious 7 va un paso más allá, en busca de 16 pistas emocionantes suficientes para la mayor película en persecución de la década. El LP resultante no sólo se mueve entre el hip-hop, EDM y pop latino, se muestran los tres géneros que comercian ideas. Los ecologistas, se regocijan: Éste es un montón de diversión, incluso con la quema de gas"

## Posicionamiento
| Listas (2015)                  | Mejor posición |
| ------------------------------ | -------------- |
| Australia (ARIA)               | 33             |
| Austria (Ö3 Austria)           | 18             |
| Bélgica (Ultratop flamenca)    | 77             |
| Bélgica (Ultratop valona)      | 110            |
| Alemania (Offizielle Top 100)  | 15             |
| Suiza (Schweizer Hitparade)    | 7              |
| Estados Unidos (Billboard 200) | 1              |